# Monte Aprazível
Monte Aprazível is een gemeente in de Braziliaanse deelstaat São Paulo. De gemeente telt 21.015 inwoners (schatting 2009).

## Verkeer en vervoer
De plaats ligt aan de wegen BR-456/SP-310 en SP-377.